# 丘時行
丘時行（17世紀—17世紀），字麐喻，江西建昌府南城縣人，明朝政治人物。

## 生平
丘時行擅長詩作，微言雋旨引人入勝，獲湯顯祖稱許，黃汝亨亦稱讚他：「標新領異，真名士也。」與弟丘時悅、丘時憲著有《三丘合刻》，由翰林院編修倪元璐作序。天啟七年（1627年）丁卯科江西鄉試第三十四名舉人，授江華教諭。

## 引用
1. 1 2  同治《南城縣志·卷八·人物志》：邱時行，字麐喻，天啟七年舉人，任江華教諭，長於詩，微言雋旨引人入勝，亟為湯臨川所許，黃貞父亦稱之曰：「標新領異，真名士也。」尤鍾情友于，有宋元獻子京城南寺之風，偕弟時悅、時憲著有《三邱合刻》行世，太史倪鴻寶序。 舊府志